# 雙河城
雙河城（英語：Two Rivers）是美国威斯康星州马尼托瓦克县的一座城市。 2010 年人口普查时人口为 11,712 人。它是圣代的发源地 （尽管其他城市，如紐約州伊萨卡，也提出了同样的主张 ）。由於其位于密歇根湖，故城市的广告标语是“抓住我们友好的海浪”（Catch our friendly waves）。

## 媒体

### 报纸
- 先驱时报/Herald Times Reporter – Gannett报纸拥有的日报。
- 湖岸纪事/Lakeshore Chronicle – 周日和周三打印。